# Главное командование обороны (Япония)
Главное командование обороны (яп. 防衛総司令部 Бо:эй со:сирэйбу) — организационная структура японской императорской армии, отвечавшая за оборону собственно Японских островов.
Главное командование обороны было образовано 5 июля 1941 года. Главнокомандующий силами обороны метрополии подчинялся непосредственно императору. Территория собственно Японии была разделена на армейские районы, каждым из которых руководило управление соответствующей армии:
- Восточная армия со штаб-квартирой в Токио отвечала за край Канто и север острова Хонсю
- Западная армия со штаб-квартирой в Фукуоке отвечала за юго-запад Хонсю, остров Сикоку и архипелаг Рюкю
- Северная армия со штаб-квартирой в Саппоро отвечала за остров Хоккайдо и префектуру Карафуто
- Центральная армия со штаб-квартирой в Осаке отвечала за центральную часть острова Хонсю

Кроме того, за оборону Кореи ответственность несла Корейская армия, а за оборону Тайваня — Тайваньская армия.
В связи с изменениями в военной обстановке на Тихом океане, произошедшими к весне 1944 года, приказом от 5 мая 1944 года Императорская Ставка пересмотрела организацию командования сил, расположенных в Японии. Если раньше все силы, находившиеся в Японии, подчинялись непосредственно императору, а командовал ими главнокомандующий силами обороны, то теперь наземные войска и военно-воздушные силы Восточной, Центральной и Западной армий (Северная, в связи с угрозой Курильским островам, ещё в феврале была преобразована в 5-й фронт) отдавались в подчинение главнокомандующему силами обороны. Находившаяся на острове Окинава 32-я армия, находившаяся до этого в непосредственном подчинении Ставки, была передана в подчинение командующего Западной армией.
В феврале 1945 года Ставка внесла изменения в организационную структуру войск. В собственно Японии вместо армий почти всюду были созданы фронты, а вместо армейские районов были образованы военные округа — Северо-Восточный (Сендай), Восточный (Токио), Токайский (Нагоя), Центральный (Осака), Западный (Фукуока), Северный (Саппоро), Корейский (Кэйдзё) и Тайваньский (Тайхоку).
20 марта 1945 года состоялось совещание начальников штабов фронтов собственно Японии, на котором было сообщено общее содержание «Общего курса подготовки к решительным операциям», наметившим мероприятия по обороне собственно Японских островов от вторжения Союзников. В соответствии с этими указаниями, 8 апреля 1945 года Главное командование обороны было расформировано, а вместо него созданы Первое командование, Второе командование и авиационное командование. Первому командованию предстояло руководить боевыми действиями в восточной части Японии, Второму — в западной.

## Список командного состава

### Командующие
|   | Имя                    | С              | По             |
| - | ---------------------- | -------------- | -------------- |
| 1 | Генерал Отодзо Ямада   | 7 июля 1941    | 9 декабря 1941 |
| 2 | Генерал принц Нарухико | 9 декабря 1941 | 15 апреля 1945 |

### Начальники штаба
|   | Имя                                 | С              | По             |
| - | ----------------------------------- | -------------- | -------------- |
| 1 | Генерал-лейтенант Торасиро Кавабэ   | 31 июля 1941   | 1 декабря 1941 |
| 2 | Генерал-лейтенант Асасабуро Кобаяси | 1 декабря 1941 | 10 июня 1943   |
| 3 | Генерал-лейтенант Тадаёси Сано      | 10 июня 1943   | 29 марта 1944  |
| 4 | Генерал-лейтенант Асасабуро Кобаяси | 28 марта 1944  | 1 февраля 1945 |
| 5 | Генерал-лейтенант Эйносукэ Судо     | 1 февраля 1945 | 6 апреля 1945  |